# Brick By Boring Brick
«Brick By Boring Brick» —en español: «Ladrillo por aburrido ladrillo»— es una canción interpretada por la banda estadounidense Paramore, escrita por Josh Farro y Hayley Williams, guitarrista y vocalista del grupo, respectivamente, e incluida en el tercer álbum de estudio del mismo, Brand New Eyes (2009). «Brick By Boring Brick» fue lanzada como segundo sencillo del disco el 23 de noviembre de 2009, en formato de siete pulgadas.

## Video musical
El video musical de «Brick By Boring Brick» fue filmado en Los Ángeles el 8 de octubre de 2009. Fue dirigido por Meiert Avis . En el videoclip, vemos a Hayley Williams cantando mientras el guitarrista de la banda, Josh Farro, está cavando lo que parece una tumba. A su vez, se muestra a una niña con alas de mariposa jugando con una muñeca descubriendo un mundo de magia, en el que hay príncipes y un enorme castillo, pero pronto se ve que no todo es lo que parece. Al final del vídeo se descubre que la tumba es para la niña y su muñeca. El video musical fue estrenado el 23 de noviembre a las 3:00 p. m. en Paramore.net.

## Listado de canciones

### Vinilo de 7"[5]
| N.º | Título                                      | Duración |  |
| 1.  | «Brick by Boring Brick» (Versión del álbum) | 4:14     |  |
| 2.  | «Brick by Boring Brick» (Versión acústica)  | 4:22     |  |

## Posición en las listas
| Lista (2009-2010)                                    | Posición |
| ---------------------------------------------------- | -------- |
| Argentina Top 100                                    | N.º 59   |
| Australia (ARIA)                                     | N.º 85   |
| Brasil Top 100                                       | N.º 8    |
| Chile Top 100                                        | N.º 32   |
| Estados Unidos Billboard Hot Modern Rock Tracks      | N.º 9    |
| Estados Unidos Billboard iLike Libraries: Most Added | N.º 8    |
| Estados Unidos Billboard Rock Songs                  | N.º 20   |
| Nueva Zelanda (RIANZ)                                | N.º 29   |
| Lista musical de los Países Bajos                    | N.º 95   |
| Reino Unido (UK Rock Chart)                          | N.º 2    |
| Reino Unido (UK Singles Chart)                       | N.º 85   |
| Sudáfrica (5 FM Top 40)                              | N.º 21   |

| Lista (2009-2010)                          | Posición |
| ------------------------------------------ | -------- |
| Estados Unidos Billboard Alternative Songs | N.º 33   |

## Personal
Las siguientes personas han contribuido en la grabación de "Brick By Boring Brick":
| - Producción: - Rob Cavallo - productor - Paramore - coproductor - Chris Lord-Alge - mezcla de audio - Ted Jensen - masterización - Doug McKean - ingeniero - Jamie Muhoberac - teclado, órgano | - Paramore: - Hayley Williams – vocalista principal - Josh Farro – guitarra rítmica, guitarra acústica, coros - Taylor York – solo de guitarra, guitarra acústica - Jeremy Davis – bajo eléctrico - Zac Farro – batería, percusión |